# 會陰神經
會陰神經（perineal nerve）是陰部神經的一條分支，負責支配會陰的感覺和肌肉。

## 解剖
會陰神經是陰部神經兩條終末分支的較大的一條，位於內陰動脈旁，與會陰動脈伴行。
會陰神經有兩條分支：
- 淺支：在男性會形成陰囊後神經（英语：posterior scrotal nerves）[1]，女性則會形成陰脣後神經（英语：posterior labial nerves）
- 深支（英语：Deep branch of the perineal nerve）：支配肌肉。

## 其他圖像

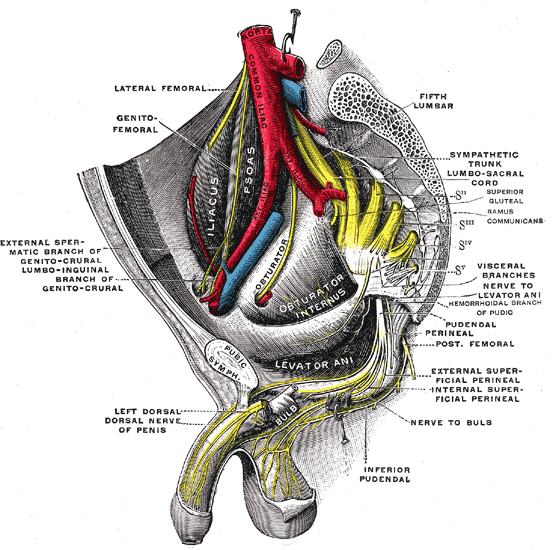
右側薦神經叢，會陰神經位於圖中右方。

## 外部連結
- 人体解剖学在线（Human Anatomy Online）网站上的相关图片：41:10-0100 - "The Female Perineum: The Perineal Nerve"
- Anatomy image:9174 at the SUNY Downstate Medical Center
- Anatomy image:9187 at the SUNY Downstate Medical Center
- figures/chapter_32/32-3.HTM — Basic Human Anatomy at Dartmouth Medical School